# Jan Adam Niedzielski
Jan Adam Prus-Niedzielski (ur. 12 października 1908 we Lwowie, zm. 2 listopada 1995 w Londynie) – pułkownik piechoty.

## Życiorys
Jan Adam Niedzielski urodził się 12 października 1908 roku we Lwowie, w rodzinie Adama, radcy lwowskiego, i Wilhelminy z domu Demgo.
W latach 1928–1931 był podchorążym Szkoły Podchorążych Piechoty w Ostrowi Mazowieckiej. 15 sierpnia 1931 roku Prezydent RP Ignacy Mościcki mianował go podporucznikiem ze starszeństwem z dniem 15 sierpnia 1931 roku i 236. lokatą w korpusie oficerów piechoty, a Minister Spraw Wojskowych wcielił do 49 pułku piechoty w Kołomyi. 22 lutego 1934 roku został awansowany na porucznika ze starszeństwem z dniem 1 stycznia 1934 roku i 293. lokatą w korpusie oficerów piechoty. Następnie był instruktorem w szkole podoficerskiej w Stanisławowie. W czasie kampanii wrześniowej 1939 roku dowodził batalionem marszowym 53 pułku piechoty, który wchodził w skład Grupy „Żółkiew”.
Aresztowany przez Sowietów został wywieziony na Syberię. Tam przyłączył się do armii generała Andersa, był uczestnikiem walk o Monte Cassino, jako dowódca kompanii w 17 Lwowskim batalionie strzelców. Od 3 kwietnia 1945 roku był zastępcą dowódcy 26 Poznańskiego batalionu piechoty w Szkocji.
Po wojnie pozostał w Londynie na emigracji. Do końca życia wspierał muzeum gen. Sikorskiego, prowadził wykłady, szkolił żołnierzy, aktywnie angażował się w sprawy niepodległościowe. Był jednym z liderów Stronnictwa Pracy-Chrześcijańskiej Demokracji, członkiem VII (1983–1989) i VIII (1989–1991) Rady Narodowej RP.
Zmarł 2 listopada 1995 roku w Londynie.

## Ordery i odznaczenia
- Krzyż Kawalerski Orderu Odrodzenia Polski (3 maja 1982)[6]
- Krzyżem Walecznych (dwukrotnie)
- Krzyż Pamiątkowy Monte Cassino nr 18580[7]